# Фессалийское восстание 1878 года
Фессалийское восстание 1878 года (греч. Θεσσαλική Επανάσταση του 1878) — восстание греческого населения Фессалии в составе Османской империи во второй половине XIX века, направленное против турецкого господства. В определённой степени было вызвано событиями Русско-турецкой войны 1877—1878 годов. Восстание не достигло поставленных начальных задач и, под давлением османской армии и настоянию европейской дипломатии, было свёрнуто. Но наряду с последовавшими репрессиями против греческого населения региона, сыграло важную роль для мирной передачи большей части Фессалии Греческому королевству через два года, в 1880 году, как следствие решений принятых Берлинским конгрессом.

## Предыстория — Вопрос границ возрождённого государства
Освободительная война греков начавшаяся в 1821 году была встречена европейскими монархиями враждебно, либо настороженно. Предположения о том что османам удастся подавить восстание в короткий срок не оправдались:В-338. Война нарушала геополитический порядок установленный Священным союзом, а непрекращающаяся бои на юге Балканского полуострова и Архипелаге, а также действия греческих повстанцев от Бейрута до Александрии создавали проблемы торговле и мореплаванию. Не сумев предотвратить Греческую революцию, Великие державы стали ориентироваться на создание маленького автономного государства, подобного Дунайским княжествам. При этом его границы не должны были выходить за пределы Пелопоннеса. Особенно усердной в этом вопросе была Британская империя. В июне 1827 года Британия, Франция и Россия пришли к консенсусу в этом вопросе. Согласно Лондонской конвенции от 24 июня 1827 года в регион были направлены эскадры трёх стран, но не для поддержки повстанцев, а для принуждения воюющих к миру. Как заявлял британский премьер-министр Дж. Кэннинг, согласованной союзниками политикой было «мирное вмешательство, усиленное мирной демонстрацией силы»:93.
При заходе эскадр в бухту Наварина 8 (20) октября 1827 года, после незначительного эпизода, состоялось несанкционированное Наваринское сражение, в котором союзники потопили около 60 османских кораблей. Английская дипломатия была застигнута врасплох. Король Англии высказался по поводу адмирала Κодрингтона «я посылаю ему ленту, хотя он достоин верёвки». Британский посол в Константинополе Стратфорд-Каннинг высказал султану своё сожаление «о этом печальном событии»:Γ-422. Те же союзные эскадры вынудили повстанцев прекратить военные действия на острове Хиоса. Наварин не означал окончание войны.
И. Каподистрия, бывший министр иностранных дел России, ставший первым официальным правителем воссоздаваемого государства прибыл в Грецию в январе 1828 года:Δ-18. На вопрос западных дипломатов где по его мнению должны быть установлены границы нового государства, он ответил что в возрождающуюся Грецию должны быть включены земли, население которых приняло участие в Освободительной войне, подразумевая как Пелопоннес, с чем Державы были согласны, так и Среднюю Грецию, Эпир, Македонию, и острова Крит, Самос и Хиос. Крис Вудхауз пишет, что Каподистрия начал переговорный процесс с максималистскими требованиями, осознав что дилеммой было расширенные границы, но автономия, или независимость с ограниченными границами. Благодаря настойчивости Каподистрии, в сентябре 1828 года европейская дипломатия стала рассматривать возможность установления границы от Артского залива в Эпире до Пагасского залива, (не включая в возрождаемое государство бо́льшую часть Фессалии). Не ожидая дипломатического решения вопроса и учитывая намерения Британии ограничить государство Пелопоннесом, Каподистрия использовал возможности предоставленные начавшейся русско-турецкой войной, после чего повстанческие войска освободили и Среднюю Грецию, поставив Державы перед свершившимся фактом. Следуя букве Лондонского протокола 10/22 марта 1828 года, англичане требовали чтобы греческие войска вернулись на Пелопоннес. Демарш был подкреплён протоколом Держав, принятым после начала греческой кампании в Средней Греции 4—16 ноября 1828 года. Протокол вновь ограничивал будущие границы греческого государства Пелопоннесом:Δ-120. Тем временем надежды российского императора Николая I завершить войну в 1828 году не оправдались, её исход ожидался весной 1829 года.
Весенняя кампания русской армии была успешной, Дибич перешёл Балканы:Δ-148 и 7/19 августа встал у Адрианополя и принял капитуляцию его гарнизона. В последовавшем Адрианопольском договоре из 16 параграфов, параграф № 10 касался греческого вопроса, где Османская империя признала Лондонские договоры 1827 и 1829 годов, что означало признание турками греческого государства:Δ-156, которое однако оставалось под османским сюзеренитетом:Δ-157.
Каподистрия использовал документы подписанные турками после их поражения при Петре, для утверждения греческого контроля в Средней Греции.
Англичане были вынуждены принять их, постаравшись при этом оставить вне греческих границ Акарнанию, примыкавшую к британскому протекторату Ионической республики:Δ-180. 11—23 апреля 1830 года Державы вручили новый протокол османам, которые были вынуждены признать, в отличие от предыдущих протоколов, независимую Грецию, с территорией вдвое превышающую указанную Адрианопольским миром.
Однако Эпир, Фессалия, Македония, Крит, Самос, Хиос остались вне пределов воссозданного государства, что положило начало греческому ирредентизму.

## В годы Крымской войны
Оттон Виттельсбах принял корону Греции после упразднения Греческой республики в 1832 году. Державы были заверены обещаниями отца Оттона не предпринимать действий, враждебных Османской империи. Несмотря на долги Греции, ведущие отсчёт от внешних займов Освободительной войны, Оттон взял на вооружение «Великую идею» политика И. Коллетиса о возрождении Византии и ждал удобного случая на политической арене Европы, чтобы начать военные действия против осман. Случай предоставился в 1853 году: в четырёхсотую годовщину падения Константинополя:132. Новость о русско-турецкой войне, преподносившейся как война за православие, вызвала в Греции милитаристскую атмосферу. Присоединение провинций, оставшихся за пределами возрождённого государства, встало на повестку дня. Для многих ветеранов Освободительной войны, Родина оставалась по ту сторону границы. Одновременно слухи о вытеснении православия из «Святой Земли», в пользу католиков, и об опасностях, угрожающих Вселенскому патриархату, умножали милитаристские настроения православных греков.
Россия усилила эту атмосферу через неопределённые обещания греческим политикам, поскольку вступление Греции в войну создавало отвлекающий военный фронт. Хотя греческий королевский двор и почти все министры были сторонниками военного решения, официального вступления Греции в войну не последовало. Но король и правительство не чинили препятствий для ведения негласной войны. Отряды добровольцев из Греческого королевства, вместе с якобы мятежными частями армии, вторглись в османские провинции и при поддержке местных греческих военачальников подняли восстания:468.
Послы в Париже А. Маврокордатос, в Лондоне Х. Трикупис и Константинополе А. Метаксас, сознавая международную обстановку, предупреждали об опасности этой политики. Веря своей тёте, княгине Софии, Оттон полагал, что Австрия согласится на присоединение Фессалии к Греции. Он не осознавал, что Британия и Франция будут противиться всеми силами изменению границ в ущерб Османской империи, и игнорировал присутствие флотов двух держав в Эгейском море:133.
Эта политика ставила Грецию в положение единственной в Европе союзницы России, против альянса (Британия, Франция, Османская империя и Сардинское королевство). Так, при негласной поддержке Греции, откуда непрерывно шли бойцы, оружие и припасы, в восстание были вовлечены Эпир, Македония и Фессалия.
15 января 1854 года восстание охватило юг Эпира, сюда подошли добровольцы «дезертировавшие из армии», которые с боями прошли к городу Янина. Силы повстанцев в Эпире достигли 2 тыс. бойцов:134:469.
Одновременно восстала Фессалия. Отряды добровольцев вошли на османскую территорию из Ламии, с боеприпасами выданными жандармерией, с согласия военного министра Суцоса. В Македонии восстало греческое население Гревена, полуострова Халкидики и Олимпа. Здесь восстание возглавил вернувшийся на родину во главе 700 бойцов ветеран Освободительной войны Т. Зиакас.
Российский министр иностранных дел Нессельроде пытался уберечь Грецию от западного вмешательства. В циркуляре от 18 марта 1854 года он писал, что восстания в Эпире, Македонии и Фессалии являлись сугубо национальными и ни в коей мере не были связаны с Россией
Франкобританское давление и османский ультиматум от 7 марта 1854 года не убедили Оттона прекратить поддержку партизанам. Оттон и королева Амалия «потеряли связь с действительностью, не осознавали реальные возможности страны, её пределы в внешней политике и возможные последствия»:471.
По истечении срока ультиматума, который требовал отзыва греческих офицеров и прекращение поддержки повстанцев, турки прервали дипломатические отношения с Грецией, которая шла к конфликту с Британией и Францией. Посольства двух стран известили Оттона, что их корабли будут производить досмотр торговых судов и конфискацию, в случае наличия на борту оружия и боеприпасов. 10 апреля Британия объявила о намерении вмешаться, подразумевая угрозу монархии Оттона. Англичане и французы заявили, что они силой оружия удовлетворят свои претензии касательно выплат предыдущих займов:135.
Несмотря на предупреждения, Оттон был в растерянности, когда 13 мая 1854 года французские корабли вошли в Пирей и высадили 2 тысячи солдат, а затем британский полк.
14 мая Отон провозгласил нейтралитет Греции в «Восточной войне» и прекращение деятельности партизанских отрядов:472. Он вынужденно сформировал новое правительство, которое возглавил его политический противник А. Маврокордатос.
Тем временем в Фессалии успех сопутствовал повстанцам.
После побед отряда Н. Леотсакоса у Кардицы ветеран Освободительной войны фессалиец генерал Х. Хадзипетрос трижды одержал победы у Лутра и у Каламбака. В своём приказе Хадзипетрос говорит о «победе над 6 тыс. осман, о захваченных 5 орудиях, 90 шатров, 3-х знамёнах».
Однако из Афин поступали приказы о свёртывании восстания и отзыве офицеров. Хадзипетрос отказывался исполнять приказы, отвечая что под его командованием 6 тысяч повстанцев, и что он принял решение умереть за Отечество.
Поражение Греческого королевства во всех сферах — военной, политической, дипломатической, экономической — было очевидно:473.
Новое правительство народ именовал «Министерство оккупации». В довершение французские войска принесли с собой холеру, которая до ноября 1854 года унесла в Афинах 3 тысячи жизней — десятую часть населения этого маленького тогда города. Холера, блокада и оккупация полностью подорвали экономику страны.
Оккупация продолжилась и после окончания Крымской войны, до февраля 1857 года, поскольку Британия и Франция добивались контроля над финансами Греции и урегулирования выплат её долга. Историк Каролидис пишет что оккупационные войска не собирались уходить и ушли только после протестов России.

## Восточный кризис 1875—1878 годов — Нейтрализация Греции
Восточный вопрос, стоявший на повестке дня с начала XIX века, вступил в критическую фазу в 1875 году. Кризис начался с восстания в Герцеговине в июне, перешёл в Боснию, а в апреле 1876 года в Болгарию.
После начала восстания в Боснии, 18 (30) июня 1876 года Сербия объявила войну Османской империи, за ней последовала Черногория. Этого было достаточно, чтобы вновь создать в Греции милитаристскую атмосферу.
19 сентября (1 октября), на митинге у Афинского Акрополя историк К. Папарригопулос обвинял правительство, что не готовит страну к войне. Премьер-министр А. Кумундурос был готов уступить требованию народа вступить в войну. Однако Х. Трикупис, Т. Заимис и Э. Делигеоргис сдерживали его от этой авантюры, считая что по примеру Сербии в период последнего Критского восстания, Греция должна остаться нейтральной, в надежде, что как и Сербия в предыдущем случае, Греция будет вознаграждена за сдержанность британской дипломатией:197.
Греческие политики были убеждены, что если в войну вступит Россия, она завершится поражением осман, но одновременно, они пришли к выводу что приоритеты России изменились — на первый план выступала не поддержка православия, а панславистские цели:197.
За первыми сербскими успехами последовали поражения. В ноябре вмешалась Россия и навязала туркам перемирие. Сербия запросила помощь у Греции, поддерживаемая в этом, по выражению современного английского историка Дакина «панславистами русскими». Правительство Греции, учитывая угрозы турок против греческого населения империи, всё ещё помня печальный опыт времён Крымской войны и отчуждённое от России в результате её новой, панславистской, политики, но главное под давлением европейских держав, в особенности Англии, которая обещала Греции территориальные выигрыши в случае соблюдения нейтралитета, не стало ввязываться в войну.
Нейтралитет вызвал протесты как в пределах Греческого королевства, так и греческого населения Османской империи.
На Константинопольском конгрессе, в декабре 1876 года, вырисовывалась вероятность предоставление автономии Болгарии, куда включались территории с компактным греческим населением. Это послужило началом волнений греческого населения, которое возглавлял митрополит Фессалоникийский Иоаким (будущий Иоаким III (Патриарх Константинопольский)).
В апреле 1877 года Россия начала войну против Османской империи. Демонстрация 10 тысяч афинян 22 мая с требованием вступления в войну, привела к созданию правительства Национального единства возглавляемого престарелым героем Освободительной войны К. Канарисом.
Начало русско-турецкой войны усилило в Греции милитаристскую атмосферу. Британский посол запросил у Х. Трикуписа гарантии, что Греция останется нейтральной, но Трикупис отказался предоставить их:199.
В Греции вновь появились тайные организации, которые не дождавшись шагов правительства, поставили своей целью подготовку восстаний в Фессалии-Македонии и организацию отрядов добровольцев для содействия восставшим в ведении иррегулярной войны.
Среди прочих были созданы организации «Национальная оборона» («Εθνική Άμυνα») и «Братский союз» («Αδελφική Ένωση»), организатором и председателем которых был капитан артиллерии Константинос Исхо́махос ставший в дальнейшем видным командиром Фессалийского восстания.
Как и в период Крымской войны, в Эпир и Фессалию стали просачиваться иррегулярные отряды. 26 декабря 1877 (7 января 1878 год)а был объявлен призыв 10 тыс. резервистов:201. Королевский двор, следуя советам послов Великих держав не помышлял вступить в войну на стороне России. Кроме печального опыта предыдущей династии в период Крымской войны, королевский двор осознавал, что регулярная армия королевства по прежнему не представляла собой значительную силу, а по прошествии двух десятилетий уменьшились и иррегулярные силы. Однако надо было что-то делать с воинственно-настроенным общественным мнением.

## Вступление греческой армии в Фессалию
Правительство Национального единства медлило и сохраняло нейтралитет.
В декабре 1877 года возобновилась сербо-турецкая война и сербы вновь обратились за помощью к Греции. Новый отказ вызвал народное возмущение, что вместе с разногласиями короля и военного министра привело к отставке правительства в январе 1878 года. Новое правительство А. Кумундуроса произвело мобилизацию.
Не дожидаясь решений правительства, повстанческие отряды освободили сёла Смоково и Рендина в Западной Фессалии, куда направился капитан К. Исхомахос для координации иррегулярной войны, надеясь также на вступление в войну армии Греческого королевства.
Правительство Кумундуроса, несмотря на британское давление, 21 января/2 февраля 1878 года объявило Державам что греческая армия вступила/вторглась в Османскую Фессалию без объявления войны.
К этому времени русская армия подошла к Адрианополю и угрожала Константинополю.
21 января 1878 года греческая армия насчитывавшая 23 500 человек, под командованием генерал-лейтенанта артиллерии С. Суцоса, и имея в своём составе 24 орудия:201, вторглась в османскую Фессалию. (Согласно более детальной информации, указанная цифра представляет всю армию королевства. С перечислением частей принявших участие в этой прерванной кампании, состав армии вторжения не превышал 7 тысяч солдат.
Последовали протесты послов Держав, и растерянный Э. Делигеоргис просил их (!), чтобы протесты были выражены в форме официального демарша, чтобы он смог отозвать армию и оправдаться перед общественным мнением.
Кумундурос не счёл при этом необходимым создать отдельный «Фессалийский революционный центральный комитет» для организации партизанского движения в Фессалии, а обратился к «Македонскому комитету в Афинах», который уже с августа 1875 года, и не дожидаясь решений правительства организовал и поддерживал партизанские отряды в примыкающих к Фессалии регионах Македонии, главным образом на Олимпе и в Пиерии.
Также уже с августа фессалийский военачальник П. Калогирос и В. Хостевас контролировали районы гор Пиерия, Олимп и Вермион в Македонии, а епископ Николай I Китрский готовил население к восстанию против планов включения македонских территорий с греческим населением в создаваемое новое славяноязычное государство.
К тому же греческие ирредентистские планы сталкивались с новыми планами Российской империи, оставившей в прошлом Греческий проект XVIII века, главным образом в Македонии.
Будущее вхождение Фессалии в состав Греческого королевства, вызывало значительно меньше возражений, а сама Фессалия рассматривалось в греческих планах как необходимый этап для выхода к «границам» Македонии.
Планы греческой армии как таковой предполагали вступление на османскую территорию через гору Отрис, с последующим выходом к Западной Македонии.
Планы предусматривали что отряды организаций К. Исхомаса вступят в Западную Македонию раньше армии, для чего совершат рискованный переход через фессалийскую равнину, начав свой поход с фессалийского города Алмирос. Действительно, бойцы Исхомаса заняли село Вринена Магнисии за неделю до выступления армии, но после её отзыва К. Исхомахос перевёл свою деятельность в Западную Фессалию
Греческая армия, под командованием генерала С. Суцоса выступила 21 января 1878 года из Ламии, пересекла границу на перевале Дервен Фурка. Основная колонна армии направилась к городку Домоко́с, куда дошла без особых трудностей.
Домокос был освобождён 23 января после победного первого и последнего боя этой военной кампании греческой армии.
Отряды иррегулярных добровольцев действовавшие независимо от армии дали успешные бои за городком на позициях «Узкие камни» («Στενά Λιθάρια») и Омвриаки изгнав оттуда турок.
Один небольшой отряд добровольцев был окружён турками на позиции Вардали. Его бойцы, не имея возможности вырваться, отказались сдаться и пали на поле боя, до последнего.
После занятия Домокоса, 1200 турецких солдат запёрлись в его крепости, в то время как Суцос вывел свои войска на дорогу ведущую в Ларису, намереваясь продолжить наступление в направлении Ларисы и Трикала.
Между тем поступила информация, что 22 января (3 февраля) русские и турки подписали перемирие. После протеста европейских держав (исследователь Н. Катикос пишет и России тоже) армия была отозвана через день, не развивая свой успех и не удерживая занятые территории Βακαλόπουλος, 1988, p. 156.

## В очередной раз к иррегулярной войне
Н. Катикос пишет что эллинизм переживал критический момент, что это было очевидно по решениям Сан-Стефанского мира (марта 1878), который игнорировал греческие интересы. Он же пишет, что после упущенных возможностей «Правительства национального единства» престарелого К. Канариса, который не решился вступить в войну и правительства А. Кумундуроса, которое не смогло избежать вмешательства Держав, «судьба эллинизма, в очередной раз, была переложена с плеч государства на плечи самих порабощённых греков».
В то время как правительство попало в сети собственной некомпетентности и иностранной дипломатии, фессалийские эмигранты в Афинах, под руководством Революционного комитета, начали открыто формировать отряды добровольцев для отправки в Фессалию, где местное население было готово взяться за оружие, не задумываясь о своей уязвимости на равнинной (в большей своей части) Фессалии, где располагались лагеря османской армии.
Война партизанских отрядов на юге Македонии и в Фессалии разрасталась, что соответствовало негласным военным действиям греческих иррегулярных отрядов в период Крымской войны, с той лишь только разницей что греческие ирредентистские планы на этот раз были несовместимы с планами Российской империи в регионе.
Фессалийское восстание не имело единого военного командования, Революционный комитет в Афинах был занят логистикой и отправкой добровольцев.
В силу географических факторов сформировались три основных и не имевших между собой существенных контактов региона восстания — Восточная Фессалия и Северная Фессалия/Пиерия (куда в обоих случаях боеприпасы и добровольцы доставлялись Македонским комитетом главным образом морем) и Западная Фессалия.

## Ход восстания в Западной Фессалии

### Мятеж в рядах армии
В отличие от Восточной и Северной Фессалии, восстание в Западной Фессалии было (косвенным образом) связано с вступлением, а затем с выводом греческой армии из Фессалии.
Сразу после объявления о вступлении армии в Фессалию, не доверяя правительству и будучи уверенными что оно уступит давлению Держав, лейтенанты Димитриос Тертипис и Георгиос Лайос открыто заявили что они не вернутся в Греческое королевство даже если армия будет отозвана.
Их предположения оправдались.
В то время как греческая армия, без сопротивления, освобождала сёла вокруг Домокоса и осадила его крепость, английское правительство объявило о намерении ввести санкции против Греции, если её армия не будет отозвана из Фессалии. На тот момент греческая армия находилась всего в 20 км от границы (а согласно нынешней административной границе Домокос находится не в Фессалии, а в Средней Греции).
Последовал немедленный и внезапный приказ по телеграфу о отзыве армии в Ламию.
Приказ вызвал в армии негодование. Кроме этого, греческое население региона не скрывавшее свой патриотизм, ожидало что с уходом армии оно остаётся на произвол «мстительной ярости турок».
27 января, в день начала отхода, около 20 унтер-офицеров, возглавляемая Д. Тертиписом, вышли из рядов и отказались уходить.
Тертипис заявил «Мы останемся здесь чтобы защитить жителей, наших братьев, от мести турок».
За унтерофицерами последовали около сотни солдат. Все были объявлены дезертирами.
Группа Тертиписа-Лайоса направилась к Кардице-Трикала, вовлекая в восстание жителей Западной Фессалии.

### Сражение при Секлиза
200 османских (албанских) солдат создали оборонные позиции на холме Св. Афанасия в селе Секлиза (ныне Каллитиро) недалеко от города Кардица.
Между тем повстанческие отряды возглавляемые Д. Тертиписом, Г. Лайосом, П. Теодору, Д. Суцосом и др. местными военачальниками контролировали близлежащие сёла Зогло́пи, Смо́ково, Велеси, Трапсими, Кедро.
9 февраля военачальник Галис попытался атаковать туркоалбанцев в Секлиза, но фактор внезапности был утерян. 10 февраля бойцы Галиса отразили атаку отряда турецкой кавалерии. Несколькими часами позже к полю боя подошли ещё одна тысяча турецких пехотинцев и 150 кавалеристов. Повстанцы отразили и эту атаку, вынудив турок покинуть поле боя. Осаждённые на холме Св. Афанасия ночью покинули холм и укрылись в Кардице.
Утром 11 февраля 1878 года из Кардицы выступили 2500 пехотинцев с 2 орудиями и несколько сотен кавалеристов, под общим командованием Хасан-паши.
Вокруг холма Св. Афанасия завязались бои, которые длились целый день. Турки были вынуждены отступить к Кардице, оставив на поле боя около 250 убитых.
Трёхдневное сражение при Секлизе завершилось победой повстанцев, но сопровождалось сожжением поместий богатых турецких землевладельцев региона.

### Сражение при Матаранге
Восстание в Западной Фессалии, включая и равнинные сёла, получило размах.
19 февраля/3 марта был подписан Сан-Стефанский мир, положивший конец русско-турецкой войне. Османская империя высвободила силы для подавления греческих восстаний в Фессалии и Македонии. К тому же к 17 марта высвободились и османские войска в Восточной Фессалии, после поражения местных повстанцев при Макринице.
Часть этих сил под командованием Хасана-паши из Кардицы 21 марта была направлена в регион Матаранги, который был центром восстания на западе Фессалии.
Силы Хасана-паши насчитывали 4500 пехотинцев, 600 кавалеристов и 4 горных орудия. С целью окружения восставших, эти силы были разбиты на две колонны: первая шла от Кардицы, вторая от городов Лариса и Фарсала.
В общей сложности силы повстанцев насчитывали 800 бойцов.
С началом сражения гражданское население сёл бежало в горы.
Сражение сосредоточилось в трёх эпицентрах: в Матаранге, где 80 повстанцев противостояли 2 тысячам пехотинцев и 300 каваллеристам с 2 орудиями, на мосту Абаз -ага где держал оборону Д. Тертипис с 18 бойцами, в Петромагула-Могголино, где Г. Лайос с 60 бойцами противостоял основным турецким силам.
После упорного сражения повстанцы в Матаранге к 9 утра отошли к селу Пиргос.
На мосту Абаз-ага 18 бойцов Тертиписа сражаясь до последнего патрона отошли к Петромагула.
Г. Лайос с 16 бойцами противостоял батальону османской армии на вершине холма Петромагулы и был убит здесь.
Кольцо вокруг Петромагулы и холма Могголино сжималось. К 16:00 бой стал рукопашным.
Положение повстанцев было отчаянным, пока на горизонте не появилась колонна примерно 100 бойцов шедшая из Мосхолури.
Д. Тертипис ввиду этой неожиданной помощи скомандовал в контратаку. И, как пишет Мильтиадис Сейзанис, «раздался голос в штыки, неудержимая атака защитников Петромагулы против врага не в силах более оказывать им сопротивление» вынудила турок отступить.
К 20:00 турки отошли на всех участках сражения. Но и повстанцы для безопасности решили отойти к предгорьям Аграфа.

### Память Фессалийского восстания и Сражения при Матаранге
Народная муза почти сразу воспела это сражение и героическую смерть Г. Лайоса. «Девчата Софадийские в этом году не наряжайтесь .. По нему плачут ночи и зори, по нему плачут полдни и мать…».
В 2017 году, указом президента Греции П. Павлопулоса, в память Сражения при Матаранге 21 марта было установлено в качестве местного праздника для Фессалии

## Восстание в Восточной Фессалии
«Македонский комитет» и другие ирредентистские комитеты начали отправку морем оружия боеприпасов и добровольцев в поддержку восстания населения в Восточной Фессалии, когда у комитетов ещё не было уверенности что правительство решится начать военные действия. Высадка первого отряда на побережье Восточной Фессалии опередила выступление армии на 3 недели.
В новогоднюю ночь 1878 года первый отряд добровольцев под командованием Леонида Вулгариса высадился с острова Скиатос на побережье горы Пелион в районе села Агиос Лаврентиос.
Высадка этого отряда планировалась на македонском побережье в Литохоро, но сильный шторм 1/13 января вынудил отряд высаживаться здесь.
Сам Вулгарис вернулся в Афины, где подготовил и отправил на Пелион второй отряд, под командованием Зисимоса Басдекиса.
С прибытием второго отряда восставшее население и прибывшие добровольцы провозгласили создание «Революционного правительства Святого Лаврентия Пелиона».
«Правительство Пелиона» направило в начале февраля 250 вооружённых повстанцев к селу Айя на горе Оса, к северу от Пелиона.
Часть этих повстанцев реквизировали в соседнем селе Вулгарини (Элафос) зерно, коней, овец и забрали также овец в турецком селе Алифаклар.
Повстанцы планировали занять позицию «Николаос убийца», чтобы прервать сообщение Айи с Ларисой.
4 февраля повстанцы насчитывали уже 500 бойцов и разбились на 2 группы.
Одна под командованием Кацудаса направилась к Макринице на Пелионе, вторая заняла монастырь Кампана в Элафос, ожидая выступление Амус-аги, который находился в соседнем селе Амигдали с 700 вооружённых турок.
Ошибка командира Колониатиса, который спьяну направил свою группу вместо монастыря против Амуса, вызвала преждевременную атаку османского воеводы.
Жители Элафоса были обеспокоены убийством Колониатисом двух пленных турок и направили к Амусу делегацию, чтобы задобрить его деньгами. Амус деньги принял, но делегацию вырезал.
Жители села, узнав о судьбе своих представителей, спешно покинули село, кроме 15 семей, которые туркоалбанцы настигли в дороге.
25 февраля на побережье села Айо́кампос высадился ещё один отряд добровольцев, под командованием Л. Вулгариса. После того как к нему примкнули десятки жителей Пелиона, отряд насчитывал до 500 бойцов.
В последующие дни к повстанцам примкнули отряды «разбойников (как их характеризует К. А. Иконому) Лелудаса, Зуркаса и Фармакиса», которые без координации с руководством восстания попытались 2 марта взять Айю.
Попытка была отражена, выжившие в этом бою покинули Осу и направились для безопасности на Пелион.
Оставшись без защиты, гражданское население сёл Осы подверглось «мстительной ярости османских солдат и иррегулярных албанцев». Оплатив тем самым поддержку оказанную ими повстанцам.
Однако восстание на Пелионе ширилось, несмотря на то что находилось в зоне досягаемости для османских сил, поскольку османские части были расположены у подножья горы, в портовом городе Волос.

### Первое сражение при Макринице
В начале февраля 1878 года отряд 200 бойцов, под командованием К. Гарефиса, З. Басдекиса, Л. Патутсаса и Н.Акселоса расположился в домах села Макриница, приняв меры предосторожности на случай выступления османских частей, расположенных у подножия горы, в портовом Волосе.
Утром 6 февраля горнист и колокола церквей известили о приближении турок.
Повстанцы приняли бой, который длился несколько часов.
Они начали отход только после того как к полю боя подошла ещё одна турецкая колонна, выступившая из Велестино.
Несмотря на отход, перестрелка продолжалась до глубокой ночи.
Историография отмечает, что кроме 200—300 мужчин села и добровольцев, в сражении приняли участие 70 местных женщин, возглавляемых Маргаритой Басдеки.
Несмотря на отход в своём большинстве не имевших боевой опыт повстанцев, их противостояние 4500 обычных и иррегулярных турецких солдат показало их потенциал.
К тому же турки, как и повстанцы, также понесли большие потери, на что указывает тот факт что после сражения они предприняли попытку примирения через видных граждан Волоса, Г. Карталиса и Н. Кукуслиса.
О попытке примирения говорит также тот факт, что убитые греки были переданы греческой общине Волоса и похоронены в братской могиле в присутствии консула Италии Борелла, которого греческая историография именует филэллином.

### Второе сражение при Макринице
После первого сражение при Макринице стороны перегруппировали свои силы.
С окончанием русско-турецкой войны (8/3/1878) Османская империя освободила силы для подавления греческих восстаний, в том числе и на востоке Фессалии.
С другой стороны и после нейтрализации Греческого королевства, меры предпринятые революционными комитетами были конвульсивными.
Мильтиадис Сейзанис в своей работе «Политика Греции и Революция 1878 года в Македонии, Эпире и Фессалии» пишет, что «храбрость не компенсировала отсутствие организации».
Большие турецкие силы прибыли в Волос морем. Османский флот, под командованием англичанина Гобарта блокировал побережье Пелиона, в результате 2 тысячи повстанцев на этом горном полуострове лишились поддержки комитетов в Афинах, доставки припасов и новых добровольцев.
15 марта, в то время как Гобарт-паша вёл переговоры с повстанцами в Макринице, в селе Канали произошла резня греческого гражданского населения, после чего переговоры были прекращены.
Турки, готовые к наступлению, попытались занять укреплённую позицию в Мавролитари, откуда по тропе могли подняться до Макриницы через 2 часа пешего хода.
В то время как у Портарии расположились отряды Н. Акселоса, И. Фармакиса и других местных командиров, этот аванпост Макриницы защищали только Х. Лелудас и И. Вояцис с отрядом 150 бойцов.
16 марта, после полудня, 3 батальона турок с 3 орудиями атаковали позиции повстанцев.
Одновременно маленький отряд турок вышел из крепости Волоса и занял позицию «Семь платанов».
Этот шаг был разведкой, дабы разведать силы повстанцев, которых здесь они ошибочно оценивали в 5 тыс. бойцов. Вылазка была остановлена отрядом Акселоса — Фармакиса, турки вернулись в крепость.
Напротив, в Мавролитари, турки вели упорную атаку — здесь оборонялись и несли потери отряды И. Вояциса и Х. Лелудаса, которые под угрозой утери позиции просили срочно прислать подкрепления.
А. Мицас, находившийся в Луци, в 20 минутах хода, не принял их запрос, а находившиеся далее Л. Плацутас и И. Карталис с жителями Макриницы и И. Гидас из Калогрицы поспешили к Мавролитари, но было уже поздно. И. Вояцис был ранен и его увели с поля боя, Х. Лелудас упорно оборонялся, но после потери 30 бойцов начал организованный отход.
Потеря этого аванпоста была ударом для оборонявших Макриницу и затрудняла оборону Луци.
А. Мицас, Н. Стамулас и В. Зуркос поспешили оставить свои позиции, впоследствии Л. Платуцас и др. указали на пагубные последствия их ухода.
М. Сейзанис пишет что было очевидно что только точное исполнение плана обороны Макриницы служило спасению и чести повстанцев, «в противном случае им грозила гибель и позор».
В этот критический час сказалось отсутствие единого командования. Последовали страшная неразбериха и разногласия, не только из-за отсутствия вождя способного думать и командовать, но из-за нехватки мужества некоторых командиров.
Пока турки спокойно занимали оставленные повстанцами позиции и с вечера готовились к предстоящей атаке, А. Мицас, В. Зуркас отказывались признать важность для обороны позиции Панагиа-Пурнари и пререкались с И. Гидасом.
Университетский профессор Н. Николаидис, ветеран Критского восстания 1866 года и франко — прусской войны, в которой командовал 174-м батальоном французской Национальной гвардии Велвилля, не хотел жертвовать своими студентами -добровольцами, и остался на высотах в Калогрице.
На своих позициях остались отряды А. Веллендзаса и А. Петрициса и рота ионийских добровольцев. М. Сейманис отмечает, что «они к тому же не располагали достаточными боеприпасами».
Отряды Н. Акселоса и И. Фармакиса необходимые в этот критический час в Макринице, остались в Портарье.
Отряд жителей села Айя, видя этот конфуз, оставление позиций без сопротивления и отсутствие единого командования, потерял свою решительность
Осознав опасность, З. Баздекис послал записку Н. Акселосу, и просил его после ухода А. Мицаса с жителями Айи, передать свои позиции Кацудасу и Фармакису и спешить на помощь к нему.
В этой сложной обстановке, командование боем принял болеющий и с проблемами зрения Константинос Ло́рис, уроженец Пелиона, лейтенант армии Греческого королевства
Вырисовывалась вероятность поражения.
Рассвет 17 марта был решающим для повстанцев Пелиона. Сейзанис пишет, что победа в этот день могла бы стать триумфом восстания, поскольку даже Хобарт-паша был готов к заключению перемирия до Берлинского конгресса.
Но, как пишет М. Сейзанис, ничто не содействовало победе, всё вело к катастрофе.
В сумерки отряды Т. Веллендзаса, Петрициса и Г. Николаидиса, после тяжёлого перехода дошли до высот Саракина. Оставаясь позади турецких сил они могли в разгар боя сорвать генеральную атаку на Макриницу.
З. Баздекис ободрённый их прибытием сообщил Н. Акселосу оставайтесь и защищайте свою позицию. Получив послание Акселос вернулся в Портарья где находились И. Фармакис, И. Цамис и другие местные командиры.
Силы повстанцев насчитывали до 1700 бойцов и выстроились на линии, которая не обеспечивала пути отхода.
На исход сражения сказались также отсутствие оборонительных сооружений на холме Пророка Ильи и не занятие позиций Хаморигани и Калякуда.
17 марта в 8 утра, 9600 обычных солдат и несколько сотен иррегулярных турок Амус-аги, под общим командование Реджепа-паши, продвинулись беспрепятственно через неприкрытые позиции Мавролитари и Луци, но сохраняя осторожность и подозревая военную хитрость.
Турки выстроились на расстоянии 1000 метров против позиций повстанцев на продолговатой высоте от Панагиа Пурнари до Калогрицы.
Первая атака турок была отбита, турки спрятались за холмом между противниками.
Поскольку турки угрожали флангу, К. Лорис дал отрядам команду последовательно переместиться слева направо. Для иррегулярной армии в ходе боя это было трудно достижимо, не только порядок не соблюдался, но и дисциплина отсутствовала.
В результате правый фланг повстанцев явно находился в опасности, в то время как левый был бесполезен не имея возможности участия в бою.
В силу неосуществлённого отвлекающего удара с позиций Хаморияни и Калиакуда, турки могли изгнать с этих позиций В. Зуркаса и Т. Колониатиса и их 250 бойцов, что ставило под угрозу отход других повстанцев.
К. Лорис срочно запросил помощь у З. Басдекиса, который обратился к Х. Лелудасу и А. Мицасу, но те проявили свои амбиции и взаимную неприязнь и устроили (письменную) перебранку.
В этот день в Макринице было 12 ящиков боеприпасов, в основном для однозарядных винтовок, в то время как в Дракья имелись 40 ящиков. Это было известно сражающимся, «из-за чего трусость и страх поселились в сердца некоторых из них».
В этот критический момент «мужественный Трасивулос Велендзас» несмотря на усталость после ночного перехода, отправился под огнём на левый фланг, призывая находившихся там повстанцев оказать помощь правому флангу и вернулся с боеприпасами и немногими бойцами под командованием К. Лаккиотиса и П. Лилакиса.
Но отряд Зуркаса был уже поколеблен и обратился в бегство.
В рядах повстанцев молниеносно разнеслась весть что турки обошли их с флангов. Вскоре бойцы Т. Колониатиса были вынуждены отойти и вместе с ними Т. Веллендзас, А. Петрицис и командующий К. Лорис, которые спешно заняли новые позиции на линии в 200 шагах выше позиций З.Баздекиса.
Собравшиеся здесь защитники правого фланга, к 11:00 после двухчасового сопротивления выстроили новую линию обороны против наступавшего врага.
Группа египетских солдат выдвинулась дальше других и подверглась атаке жителей Св Лаврения под командованием А. Сариянниса при поддержке нескольких итальянских добровольцев. Египтяне были перебиты.
На новой линии повстанцы час оказывали сопротивление, нанося туркам большие потери, поощряемые К. Лорисом, который подвергая себя опасности отстреливался из соседней разрушенной хижины, в то время как З. Баздекис, Х.Лелудас и К. Лаккиотис продолжали удерживать свои позиции.
Н. Константинидис и И. Иконому с немногими бойцами выступив с двух разных позиций спешили к холму Св. Ильи, чтобы отбить неприятеля идущего в тыл группы Х.Лелудаса и вынудила турок разбиться на две части — одна продолжила свой марш, вторая развернулась против Константинидиса-Иконому.
Сражаясь группа Константинидиса-Иконому отошла к холму Кукос, в то время как отряды Х. Лелудаса и А. Мицоса подвергшиеся мощным атакам обратились в бегство. Это поколебало другие отряды, которые действительно были обойдены с флангов противником, в результате чего бегство стало всеобщим.
Видя это бедствие, К. Лорис искал смерти в бою, но был насильно уведён с поля боя итальянским добровольцем.
Героизм Веллендзаса который под градом пуль невозмутимо пытался вдохновить повстанцев не помог, стал лишь причиной гибели нескольких его бойцов.
С разных позиций повстанцы отступали в беспорядке к Макринице, в то время как бойцы отряда И. Гизаса и А. Петрициса, окружённые неприятелем прыгали со скал и разбивались чтобы не пасть в руки врага. И. Гидас чудом выжил защищаясь от преследовавших его турок.
Турецкая армия, которая в ходе сражения не решалась выгрузить свои горные орудия, воодушевлённая большой и неожиданной победой, бросилась в погоню за разрозненными мятежниками.
Бегство продолжалось к Аликопетра и выше Св Иоанна Портарьи. Известие о бедствии вызвало страх населения Макриницы, бегство которого прикрывали под командой Кирьякидиса немногие местные жители, заняв для этого оборонные позиции.
После полудня на поле боя появились прибывшие из Портарьи бездействовавшие там силы, которые могли бы смелой атакой против Волоса отвлечь часть вражеских сил шедших на Макриницу, вместо того чтобы бесполезно удерживать Портарью.
Толпы повстанцев движущихся по дороге не прислушивались к призывам И. Фармакиса соединиться и остановить врага.
Н. Акселос верхом на коне и с флагом в руках также подбадривал бегущих, но безуспешно, к тому же уже и бесполезно.
Около трёх часов преследование прекратилось, турки не продвинулись до Аликопетры, но Макриница и вместе с ней восстание Пелиона пали «с разрушением и позором».
Турки вошли в Макриницу только на следующий день, грабя дома, оскверняя монастыри и «совершая кровавую месть над безоружными и слабыми».
Потери повстанцев были относительно небольшими и не превышали 80 человек.
Все раненные, через село Цангарадес были переправлены на остров Скиатос а оттуда в Новую Мидзелу.
Около 140 повстанцев переодевшись нашли убежище в Волосе.
Около 25 повстанцев были взяты в плен, но позже были освобождены.
Из них Августос Минотис из знатной семьи египетской Александрии был похищен в Ларисе, но усилиями французского посольства был освобождён.
Турки потеряли убитыми и раненными 250 человек. В числе убитых отличившийся в сражении, но и в зверствах в Болгарии, родственник Решид-паши.

### Значение и оценки Второго сражения при Макринице
Как отмечается в издании История Греческой нации 1977 года «Отсутствие главнокомандующего, несговорчивость и амбиции командиров более двадцати разношёрстных отрядов не позволили организовать систематическую оборону».
Фронт в Макринице, пал несмотря на героические сопротивление добровольцев и местных крестьян. После Макриницы пал Портарья и другие сёла пелиона.
В своих обвинениях против командиров повстанцев, современники как бы игнорировали многократное (семикратное) превосходство османской армии в живой силе — это не единственный подобный случай в греческой истории.
Консул Греции в Ларисе, Паламидис, писал что действительными причинами поражения повстанцев на Пелионе было многоголовое руководство и разлад между командирами, поскольку число повстанцев и их сильные оборонные позиции позволяли отразить атаку сил неприятеля в три раза превышающих число атаковавших их в действительности.
После подавления восстания на Пелионе, Осе, Олимпе турецкие силы направились на запад, где самым неожиданным образом восстание охватило равнинные сёла, где восставшим сопутствовал успех и турецкие потери были велики, в особенности в регионе города Трикала.
Через три года, после воссоединения Фессалии и глядя на Макриницу с палубы парохода, греческий поэт Г. Сурис (в своём стихотворении) обращался к ней:
Ты, бедная, восстание почтила,
И обесчестила его в бою
Но чтобы ты тогда не сотворила
Ту славу не отнять твою
Бесчестие отмоет кровь пролитая тобою

## Северная Фессалия
Географическое пространство Олимпа, как с его северной, македонской, стороны включая Пиерию, так и с южной, фессалийской стороны, включая предгорья Нижнего Олимпа, в XVIII-первой половине XIX веков было непрерывным полем деятельности греческих Клефтов и участников Освободительной войны.
В 1878 году, в силу того что центр восстания находился в Литохоро, Пиерия оно чаще упоминается как Пиерийское восстание или Восстание в Литохоро (греч. Επανάσταση του Λιτοχώρου).
Довольно часто восстание именуется Восстание Олимпа (греч. Επανάσταση του Ολύμπου).
что охватывает север и юг региона.
15 февраля 1878 года 500 революционеров высадились на побережье города Литохоро с кораблей «Византий» и «Идра».
Возглавляли отряд, именуемый «Армия Олимпа» лейтенант Козмас Думбиотис, потомки героического фессалийско-македонского рода Лазосов, Толиос и Яннакис Лазос, 80-летний ветеран Греческой революции 1821 года Георгиос Захилас, фессалиец Влахавас-младший. В Монастырь Св. Дионисия были доставлены боеприпасы и 2500 мужчин стеклись туда для участия в восстании. Оружия для всех не хватало и 2000 бойцов оставались безоружными. Повстанцы заняли Литохорон.
Под знамёна Думпиотиса встали известные местные командиры Олимпа и Пиерии, включая фессалийцев.
«Временное Революционное правительство Македонии» было образовано из представителей епархии Олимпа 19 февраля 1878 года, в тот же день когда был подписан Сан-Стефанский мир.
22 февраля (6 марта) епископ Николай I Китрский провозгласил революцию в центре епископии, в Колиндрос, и во главе с военачальником Вангелис Хостевас 300 бойцов атаковали турецкий гарнизон.
В тот же день военачальники М. Дзимас и М. Апостолидис отбили у турок крепость Платамон.
23 февраля отряды Г. Захиласа и М. Апостолидиса атаковали турецкую колонну у села Го́нни (греч. Γόννοι) южного Олимпа в Фессалии).
В события были вовлечены сёла фессалийского Нижнего Олимпа.
Исследователь Г. Адамос пишет что в боях принял участие отряд жителей «маяка греческого просвещения» на севере Фессалии, городка Царицани:15, под командованием Хадзикакидиса:79
Думпиотис потерял время, ведя переговоры, с комендантом Катерини. Тем временем большие турецкие силы стали прибывать из Скопье. Думпиотис совершил также просчёт, рассеяв свои силы и послав отряды на взятие фессалийского села Рапсани Нижнего Олимпа и на нейтрализацию «черкесов» крепости Тоховас. Катерини осталась в турецких руках. После этого турки продвинулись к Китрос.
Повстанцы выслали свои семьи на укреплённые горные позиции Филакто, Галакто и в монастырь Всех Святых, а сами заняли позиции в Колиндрос. 25 февраля 2500 солдат с орудиями и 500 иррегулярных турок направились к Колиндрос, куда вошли 26 февраля.
Епископ Николай Китрский поджёг кафедральный собор, чтобы святые реликвии не попали в руки турок. Сам город был сожжён турками и «черкесами».
Женщины и дети (около 3000 человек), укрывшиеся в монастыре Всех Святых (Μονή Αγίων Πάντων), оказались осаждёнными. Немногим удалось уйти из монастыря. Остальные, чтобы не попасть в руки турок, последовали примеру женщин в Залогго в 1803 году и Наусы в 1822 году, бросившись в пропасть.
Главный удар восстанию в Пиерии был нанесён с взятием и сожжением турками Литохоро 3 (15)-4 (16) марта, а затем разрушением фессалийского Рапсани .
Военные действия переместились на юг Олимпа.

### Сражение при Пуляне
Отряд командира Маламаса из региона Литохоро перешёл к фессалийскому селу Кокинопло́, на юго-западе Олимпа. Сюда же подошёл отряд Захиласа, который перешёл сюда из Рапсани, после сожжения села турками. Здесь же оказался и отряд командира Битоса, который не согласившись с предложением атаковать городок Ливади, перешёл со своим отрядом ещё западнее, в горы Хасия.
Отмечается что в составе отряда Маламаса была группа афинских студентов родом из Фтиотиды, сформированная в Ламии её лидером, Орго́нисом.
Получив указание, отряд совершил марш на юго-восток, и по южным склонам Олимпа, прошёл через сёла Спармос и Скамня, дошёл до региона села Пуляна, которое тогда насчитывало около 200 домов и тысячу жителей.
Одновременно у села Поляна разбил лагерь шедший на юго-запад отряд К. Думпио́тиса, насчитывавший 360 бойцов.
Отряды Маламаса, Влахаваса, Хрисо́пулоса и Скивалидаса, которые согласно некоторым источникам в общей сложности насчитывали не более 100 бойцов, расположились неподалёку от отряда Думпиотиса.
12 марта лагерь Думпиотиса неожиданно подвергся атаке турецкого соединения, которое насчитывало 1500 пехотинцев, располагало также двумя артиллерийскими орудиями и небольшой группой кавалеристов.
Большинство добровольцев Думпиотиса были недисциплинированными и склонными оставлять позиции без приказа.
Оставшиеся на позиции немногочисленные бойцы дважды отбили атаку турок. В 4 полудня турки атаковали лагерь Думпиотиса в третий раз, оставшиеся повстанцы не могли более удерживать позиции.
Думпиотис, Влахавас и Маламас дали приказ отхода и все повстанческие соединения через Диаву отступили в регион северофессалийского города Эласон.
Турки похоронили своих убитых за Пуляной, где этот место ныне упоминается местными жителями как «турецкие могилы» (Τουρκομνήματα).
Согласно военным архивам и рапорту Думпиотиса от 15 марта 1878 года, посланного «Македонскому комитету» в Афинах, потери турок насчитывали 100 убитых и 40 раненных, в то время как повстанцы потеряли убитыми только 7 человек.
После боя турки вступили в Пуляну, ограбили и разрушили деревню. Жители в панике рассеялись по всей Фессалии.
Рапорт «Временного правительства Олимпа» от 3 апреля 1878 года констатирует факт события на юге региона: "Македонский корпус был вынужден оставить это место, которое оставлено на милость оттоман. Жители восставших сёл Олимпа оставили свои дома и бродят по лесам и горам.
Консул Греческого королевства в Ларисе, Паламидис, докладывал 15 июня что «геки» (албанцы севера Албании) постоянно грабят и разрушают/сжигают сёла Олимпа и Темпейской долины — Гонни, Бакраци, Рапсани, Краня, Незеро, Пуляна, Карья, Скамня.

## Предпосылки дипломатического решения
В продолжении обещаний данных Греческому королевству, нейтрализовавших королевство в начале Восточного кризиса и вывода его армии из Фессалии, 15/27 апреля греческое правительство дало согласие на посредничество британских консулов Мерлина (Charles Louis William Merlin) и Блунта (John Elijah Blunt).
К этому времени повстанцы были разбиты на востоке Фессалии, восстание на севере Фессалии — Центральной Македонии приняло форму партизанского движения.
Однако в Западной Македонии (куда перешёл и отряд К. Думпиотиса) военные действия шли без координации с Афинами, но с успехом для повстанцев до августа 1878 года  (Думпиотис продолжил партизанскую войну в регионе Гревена, Западная Македония до подписания перемирия 19 апреля 1878 года).
На западе Фессалии, после успешного Сражения при Матаранге, повстанцы сохраняли свои силы в предгориях Пинда, угрожая вновь перенести военные действия на фессалийскую равнину. Кроме этого повстанцы удерживали до начала мая несколько укреплённых пунктов в пограничной зоне.
После вмешательства консулов Блада и Мерлина эти пункты были оставлены с тем чтобы фессалийский вопрос был разрешён путём переговоров дипломатами Держав
Наряду с дипломатическими обещаниями, продолжающаяся военная конфронтация не соответстствовала британской политике примирения региона.
Английские консулы взяли на себя задачу сворачивания восстания и амнистии.

## Перемирие в Ламии
Эпилог восстания был написан в городе Ламия, с подписью перемирия, 19 апреля 1878 года, при посредничестве Англии, которая уже получила от осман Кипр за свои услуги. Военачальники повстанцев получили амнистию.
1500 повстанцев, удерживающих область вокруг Писодери, Западная Македония, невзирая на перемирие по-прежнему угрожали взятием Монастира (Битола), что вынудило османов послать туда 15 полков азиатских турок. Турецкие полки были подвергнуты большому давлению, но получили передышку в октябре, благодаря наступившей зиме. Греки отошли в укрытия и в Греческое королевство. Но после Берлинского конгресса в июне 1878 года и с наступлением весны 1879 года, Греция ожидала от османов приграничных территориальных уступок и не стала рисковать, возобновляя военные действия.
Хостевас, Калогиру, Заркадас и др. командиры продолжили военные действия на Олимпе и после перемирия и, не имея уже ни материальной ни моральной поддержки греческого государства, ушли в уже греческую Фессалию после её воссоединения с Грецией.

## Значение греческих восстаний
Несмотря на поражение, которое сопровождалось разрушением сёл и резнёй, восстания усилили дипломатическую позицию Греции на Берлинском конгрессе. Ревизия Сан-Стефанского мира была предварительно обговорена секретным англо-русским соглашением от 18/30 апреля 1878 года.
Греческая дипломатия, избегая максималистских требований, поставила себе целью на конгрессе получить от турок Крит и территориальные уступки в Эпире и Фессалии. Что касается Македонии и Фракии, основной задачей было не допустить их включение в состав нового болгарского государства, что совпадало с позицией и других европейских государств. По решениям конгресса, Греция получила незначительную коррекцию в свою пользу границ в Эпире и бо́льшую часть Фессалии, за исключением области Элассоны на северо-западе. Ревизия условий Сан-Стефанского мира, чему в определённой мере содействовали восстания, оставила вопрос о будущем Македонии открытым до Балканских войн 1912—1913 годов.

## Воссоединения Фессалии
После Берлинского конгресса и греко-османских переговоров 1879 года по «коррекции границ», под давлением Держав 13 июня 1880 года Османская империя подписалась под Константинопольским договором, согласно которому Греческому королевству переходила бо́льшая часть Фессалии. В пределах Османской империи оставалась северо-западная епархия Элассоны, с её значительным мусульманским населением, и где находился стратегический перевал Сарантопоро, бывший тогда основной дорогой-выходом к Македонии.
8 августа 1880 года греческая армия во главе с королём Георгием I вступила в Домокос, а 17 август в Алмирос